# Thalassothermie
La thalassothermie est une technologie basée sur le principe de la pompe à chaleur, en utilisant l'eau de mer comme source froide. Elle peut aussi fonctionner sur le principe de la thermofrigopompe.

## Principe
En mode de production de chaleur, la thalassothermie utilise de l'eau de mer puisée à plusieurs mètres de profondeur pour la refroidir dans un échangeur, avant d'être rejetée  ensuite au large. Cet échangeur est constitutif d'une pompe à chaleur qui sert, par exemple, à chauffer des locaux ou de l'eau chaude sanitaire.
En mode de production de froid, le principe est le même, mais c'est l'eau de mer qui est réchauffée.

## Intérêt
Selon les constructeurs, la relative stabilité de la température de l'eau de mer en profondeur permet d'obtenir une efficacité double à celle des équipements fonctionnant avec l'air ambiant. 

## Réalisations
Ce type de système est lancé à Marseille en 2014 et réalisé en 2016. Il intègre progressivement des logements et des zones de bureaux.

## Variante
Le système consistant à tirer des calories d'un vaste volume d'eau douce comme un lac, est nommée lacustrothermie.